# バスケットボールスロベニア代表
バスケットボールスロベニア代表（スロベニア語: Slovenska košarkarska reprezentanca, 英語: Slovenia national basketball team）は、スロベニアバスケットボール連盟により国際大会に派遣されるバスケットボールのナショナルチームである。
1991年にスロベニアがユーゴスラビアから独立した後、1992年にFIBAに加盟。1993年、ユーロバスケットに初出場して以降毎回出場している。
2005年のユーロバスケットで6位に入賞し、世界選手権に初出場し、セネガルとプエルトリコに勝利して予選突破。決勝トーナメント1回戦でトルコに敗れた。2010年大会と2014年大会では準々決勝に進出した。
2017年ユーロバスケットは決勝でセルビアを破って初優勝。2019年ワールドカップはヨーロッパ予選で敗退して出場権を獲得できなかった。
2021年、ルカ・ドンチッチを擁してFIBAオリンピック最終予選リトアニア大会に出場。決勝でオリンピックの常連国のリトアニアを決勝で破って優勝し、初のオリンピック出場権を得た。東京オリンピックでは予選リーグでアルゼンチン、日本、スペインに3連勝。準々決勝はドイツに勝利し、準決勝はフランスに1点差で敗れた。
2022年11月15日、2023年FIBAバスケットボール・ワールドカップ欧州予選のドイツ戦で81-75のスコアで勝利し、本戦出場を決めた。

## 主な国際大会成績
- オリンピック
  - 2020年 - 4位
- FIBAバスケットボール・ワールドカップ
  - 2006年 － 12位
  - 2010年 － 8位
  - 2014年 － 7位
  - 2023年 － 7位
- ユーロバスケット
  - 2005年 6位
  - 2007年 7位
  - 2009年 4位
  - 2011年 7位
  - 2013年 5位
  - 2015年 12位
  - 2017年 優勝

## 歴代記録
2014年9月9日現在

### 通算出場数ランキング
| 順位 | 選手                     | 期間      | 出場 | 得点 |
| ---- | ------------------------ | --------- | ---- | ---- |
| 1    | ヤカ・ラコヴィチ         | 2001-2013 | 86   | 880  |
| 2    | ゴラン・ヤゴドニク       | 1997-2011 | 75   | 260  |
| 3    | マリオ・クラリェヴィチ   | 1992-2003 | 73   | 219  |
| 4    | ウロシュ・スロカル       | 2005-     | 70   | 320  |
| 5    | ヤカ・ダネウ             | 1992-1999 | 67   | 362  |
| 5    | ボリス・ゴレンツ         | 1992-2003 | 67   | 620  |
| 7    | ゴラン・ドラギッチ       | 2006-     | 65   | 634  |
| 8    | マルコ・トゥシェク       | 1993-2004 | 63   | 491  |
| 9    | イヴィツァ・ユルコヴィチ | 1996-2004 | 61   | 488  |
| 10   | マルコ・ミリチ           | 1994-2006 | 59   | 605  |

### 通算得点数ランキング
| 順位 | 選手                         | 期間      | 得点 | 出場 |
| ---- | ---------------------------- | --------- | ---- | ---- |
| 1    | テオマン・アリベゴヴィチ     | 1992-2000 | 990  | 52   |
| 2    | ヤカ・ラコヴィチ             | 2001-2013 | 880  | 86   |
| 3    | ユレ・ズドヴツ               | 1992-2000 | 755  | 57   |
| 4    | ゴラン・ドラギッチ           | 2006-     | 634  | 65   |
| 5    | ボリス・ゴレンツ             | 1992-2003 | 620  | 67   |
| 6    | スラヴコ・コトニク           | 1992-1995 | 605  | 38   |
| 6    | マルコ・ミリチ               | 1994-2006 | 605  | 59   |
| 8    | ボスジャン・ナックバー       | 1999-2013 | 532  | 54   |
| 9    | サニ・ベチロヴィチ           | 1998-2010 | 551  | 52   |
| 10   | ラドスラフ・ネステロヴィッチ | 1995-2008 | 530  | 52   |

## 現在の代表選手
パリオリンピック予選のロスター
- アレクセイ・ニコリッチ
- クレメン・プレペリッチ
- エド・ムリッチ
- ジョシュ・ネボ
- ミハ・チェルクヴェニク
- ルカ・スチュカ
- グレゴール・フロバト
- ジガ・ディメッツ
- ゾラン・ドラギッチ
- ブラッコ・チャンチャー
- レオン・ステルガル
- ルカ・ドンチッチ

## 歴代代表選手
- ヤカ・ラコビッチ
- グレゴール・フロバト
- ゾラン・ドラギッチ
- アレクセイ・ニコリッチ
- ルカ・ルプニク
- クレメン・プレペリッチ
- ヤコブ・チェバシェク
- マイク・トビー
- ヤカ・ブラジッチ
- エド・ムリッチ
- ブラッコ・チャンチャー
- ジガ・ディメッツ
- アンソニー・ランドルフ
- ゴラン・ドラギッチ
- ベイノ・ウードリック
- ボスジャン・ナックバー
- ラドスラフ・ネステロビッチ
- ルカ・ドンチッチ

## 歴代ヘッドコーチ
- アレクサンデル・セクリッチ (2020-)